# Takelma
Takelma (Rogue River Indijanci, Lower Takelma), pleme američkih Indijanaca iz jugozapadnog Oregona, porodica Takilman, nastanjenih sa središnjeg područja rijeke Rogue, oko Grants Passa, uključujući i rijeku Illinois pa sve do Table Rocka.

## Ime
Ime Takelma dolazi iz domorodačkog Dāagelmáεn, `those dwelling along the river', i za razliku od Latgawa (Lat'gāawáε) nazivani su i Lower Takelma. Indijanci Alsea nazivali su ih Kyu'-kutc hítclûm ("people far down the stream/country)."  Ostali nazivi su Na-tcté tûnne (kod plemena Naltunnetunne), dok Lower ili Lowland Takelma dolazi po habitatu.

## Jezik
Jezik takelma veoma je različit od susjednih athapaskanskih jezika i zajedno s jezikom plemena Latgawa čine, prema Powelu, samostalnu porodicu Takilman. Danas se ona vodi kao dio Velike porodice Penutian.

## Sela
J. O. Dorsey (Takelma MS. vocab., B. A. E., 1884) navodi njihova sela smještena u području rijeke Rogue: Hashkushtun, Hudedut, Kashtata, Kthotaime, Nakila, Salwahka, Seethltun, Sestikustun, Sewaathlchutun, Shkashtun, Skanowethltunne, Talmamiche, Talotunne, Tthowache, Yaasitun, Yushlali.

## Povijest
Dolaskom bijelaca na područje Oregona Takelme svoju povijest dijele sa susjednim oregonskim plemenima. Takelma Indijanci srednjeg Rogue živjeli su na zemljištu atraktivnom za poljoprivredu ali nisu bili agrikulturan narod, a jedina biljka koju su uzgojili bila je duhan. Doseljenici o Indijancima nisu znali ništa i došlo je do skuba poznatog kao Rogue River War koji je počeo u desetom mjesecu 1855. i za Takelme završio masakrom, a preživjeli su 1856. preseljeni na rezervat Siletz, Među preživjelim bili su među ostalima i poglavica George Harney, a zatim i Evens Bill, Old man Bill, James Buckhannon, John Mackay, Klamath Smith, Mooses, Nat, Jack, Hugh i Dave. Osnovano je pleme Confederated Tribes of Siletz Indians kojemu prvi izabrani poglavica postaje Takelma poglavica Chief George Harney. Njegova praunuka je Agnes Baker-Pilgrim,  storitelerica i aktivistica u očuvanju prirode koju smatraju 'amabasadorom Majke Zemlje', poznata i pod duhovnim imenom Taowhywee, ali često od milja nazivana Gramma Aggie.
Informacije o jeziku i kulturi Takelma sakupili su jezikoslovac Edward Sapir i antropolog John Peabody Harrington (1884-1961).

## Etbogarfija
Kultura Takelma nalikuje kulturi kalifornijskih plemena. Oni su prvenstveno sakupljači žira, ali i korijenja camas što je tipično za područje Platoa, sakupljali su i razne sjemenke i crvene bobice manzanite koje Indijanci drobe tučkom u kamenim avanima (vidi  Arhivirana inačica izvorne stranice od 22. rujna 2007. (Wayback Machine)). Mrvljene osušene sjemenke manzanite dodavali su brašnu od žira iz kojeg su proizvodili kolačiće i pogačice. Hrana životinjskog porijekla poglavito je porijekom iz vode. Lovili su lososa i drugu ribu pomoću mreža i kopalja. Jelena su lovili na način da se životinja natjera u ograđeni prostor. Proizvodili su razne vrste košara čija je namjena kao i u Kaliforniji bila raznolika, kako za sakupljanje i nošenje sjemenja i divljih plodova tako i za sijanje, kuhanje, čuvanje žirovog brašna i drugo. Kost i drvo osnovna su sirovina za izradu alatki i oruđa kao što su žlice, igle i kopačica za čeprkanje. Od kamena su izrađivali među ostalim i tučak za mrvljenje sjemenja u avanima, kao i izradu vrškova strijela. Njihove kuće dijelom su ukopane u zemlju od drvene konstrukcije, sa središnjim mjestom za vatru i otvorom za izlaz dima na vrhu krova i podignutim vratima kroz čiji se otvor ulazilo pomoću s urezanih ljestava. 
Odjeća je nalik onoj kod Kalifornijskih Indijanaca uključujući i crveni skalp djetlića i košara-kape kakve nose Hupe, Tolowe i druga sjevernokalifornijske skupine Atapaska. Uobičajeno je i facijalno bojanje crvenom, crnom i bijelom bojom, od kojih je ova posljednja označavala da su na ratnoj nozi. I žene i muškarci su se i tetovirali. 
Socijalna organizacija im je jednostavna,i selo je jedina važna socijalna ustanova, bez ikakvih znakova totemizma ili klanskih grupacija, a kako nema ni egzogamije ženidba među bližim srodnicima je zabranjena i partner/partnerica mogli su se pronaći samo u nekom drugom selu, a čest je bio slučaj da su se ženili i sa Šastama, pripadnicima jednog susjednog ali stranog plemena. Poligamija i levirat su su bili česti. Svečanosti su vezane uz pojavu žira, lososa, doba zrelosti te su s ratnim plesom glavne ceremonijalne aktivnosti. Šamanizam ima velik utjecaj, a šaman je poznavatelj mnogih čarolija i poznaje medicinske formule. Kulturni heroj Daldâl glavno je lice njihovih mitova.

## Vanjske poveznice
- Takelma Indian Tribe History
- The Takelma and Their Athapaskan Neighbors  Arhivirana inačica izvorne stranice od 5. prosinca 2013. (Wayback Machine)